# Rubina Möhring
Rubina Möhring (* 10. März 1950 in Berlin; † 2. März 2022) war eine österreichische Publizistin.

## Leben
Rubina Möhring war die Tochter des Juristen Philipp Möhring und dessen Frau Ruth, geborene Kießling. Nach dem Abitur am humanistischen Gymnasium Hohenbaden in Baden-Baden belegte sie Sprachstudien in Cambridge, Genf und Istanbul. Es folgte ein Studium der Germanistik, Soziologie in Freiburg im Breisgau, der Geschichte des 19. und 20. Jahrhunderts mit Schwerpunkt Südosteuropa in Wien und Istanbul. Ihre Promotion erfolgte an der Universität Wien mit der Dissertation über die Beziehungen zwischen Österreich-Ungarn und dem Osmanischen Reich 1908 bis 1912 als Vorgeschichte des Ersten Weltkrieges („Türkisches Wien“).
1969 zog sie nach Wien. Dort erhielt sie eine Anstellung als Redakteurin der Wiener Tageszeitung Die Presse, dann Fernsehredakteurin im Informationsbereich des ORF als Dokumentaristin, Moderatorin, Sonderkorrespondentin in Südosteuropa und leitende Redakteurin im Informations- und Wissenschaftsbereich. Bis März 2010 war sie als Redaktionsleiterin bei ORF 3sat, verantwortlich für die Bereiche Kultur und Wissenschaft, u. a. für die täglichen 3sat-Magazine kulturzeit und nano. In den 1990er Jahren war sie Vorsitzende des ORF-Frauenausschusses und Initiatorin des ORF-Kindergartens. Seit 1999 übte sie eine wissenschaftliche Tätigkeit als Universitätslektorin an den Universitäten Innsbruck und Wien sowie an der Donauuniversität Krems als Patin des zweijährigen post graduate Rubina-Möhring-Lehrgangs Qualitätsjournalismus aus. Thematische Schwerpunkte bilden Frauen in den Medien, Pressefreiheit und aktuelle Medienanalysen.
Im Rahmen ihrer ehrenamtlichen Tätigkeit zur Wahrung der Pressefreiheit war sie Initiatorin des Press Freedom Award – A Signal for Europe, den Reporter ohne Grenzen Österreich (ROG) seit 2001 jährlich für Journalisten in Ost-Südosteuropa ausschreibt.
Möhring war Autorin gesellschaftspolitischer Bücher und Artikel sowie Vizepräsidentin der Organisation Reporters sans Frontières International (RSF).
Seit 2010 war Rubina Möhring freie Autorin und Journalistin. Sie hatte zwei Kinder und war mit Kuno Knöbl verheiratet. Sie starb, nach schwerer Krankheit, wenige Tage vor ihrem 72. Geburtstag. Zu ihrem Nachfolger als Präsident von Reporter ohne Grenzen Österreich wurde im April 2022 Fritz Hausjell gewählt.

## Auszeichnungen
2007 wurde Reporter ohne Grenzen unter der Präsidentschaft von Rubina Möhring für ihren Einsatz für Pressefreiheit und Meinungsvielfalt mit dem Dr.-Karl-Renner-Preis der Stadt Wien ausgezeichnet. Susanne Eller schrieb in der Linzer Kirchenzeitung dazu: „Objektiv über Dinge zu informieren, die auch unangenehm sind, sich nicht einschüchtern zu lassen von Mächtigen und das Augenmerk auf Medienkonzentrationen zu legen, die zu einer einseitigen Information führen können – diese wesentlichen Begriffe beschreiben für Rubina Möhring Pressefreiheit.“ 2014 wurde sie mit dem Concordia-Preis in der Kategorie Presse- und Informationsfreiheit ausgezeichnet.

## Veröffentlichungen
- Freedom of media and human rights in Iran: Pressefreiheit und Menschenrechte im Iran TV – talk with Manfred Nowak, UN Special Envoy for Torture. Kulturzeit-mediathek, 2009, kulturzeit.
- The impact of media. In: W. Benedikt u. a. (Hrsg.): Global Standards – Local Actions, 15 Years Vienna World Conference on Human Rights, Conference Proceedings of the International Expert Conference Held in Vienna. Intersentia, Mortsel, 2009.
- Head space on the roof. In: P. Sellars, G. Bast, C. Reder, W. Resetarits (Hrsg.): Komsmopolitische Impulse – Das Integrationshaus in Wien. Springer, New York, 2009.
- Dissident Miklós Haraszti – the new OSCE Representative on Freedom of the Media. Ö1, (ORF-Radio), 29. März 2004, 30 Minuten.
- Austria home alone – politics and the media after 2000. Hrsg. von R. Möhring. IKO Verlag für Interkulturelle Kommunikation, Frankfurt am Main, 2001.
- Türkisches Wien. Verleger Wien; Herold, München: 1983, ISBN 3-7008-0219-6 (Dissertation).